# Ґалу-Кух
Ґалу-Кух (перс. گلوكوه) — село в Ірані, у дегестані Шандерман, у бахші Шандерман, шагрестані Масал остану Ґілян. За даними перепису 2006 року, його населення становило 15 осіб, що проживали у складі 4 сімей.

## Клімат
Середня річна температура становить 13,72°C, середня максимальна – 27,86°C, а середня мінімальна – -0,22°C. Середня річна кількість опадів – 654 мм.
| Клімат поселення                              | Клімат поселення | Клімат поселення | Клімат поселення | Клімат поселення | Клімат поселення | Клімат поселення | Клімат поселення | Клімат поселення | Клімат поселення | Клімат поселення | Клімат поселення | Клімат поселення | Клімат поселення |
| Показник                                      | Січ.             | Лют.             | Бер.             | Квіт.            | Трав.            | Черв.            | Лип.             | Серп.            | Вер.             | Жовт.            | Лист.            | Груд.            |                  |
| Середній максимум, °C                         | 11,35            | 11,08            | 12,29            | 16,93            | 20,37            | 26,08            | 27,86            | 27,70            | 22,83            | 20,15            | 15,84            | 12,06            |                  |
| Середня температура, °C                       | 5,69             | 5,42             | 6,64             | 11,28            | 14,72            | 20,43            | 23,54            | 23,37            | 18,50            | 15,82            | 11,50            | 7,74             |                  |
| Середній мінімум, °C                          | 0,03             | −0,22            | 0,96             | 5,62             | 9,07             | 14,77            | 19,19            | 19,03            | 14,18            | 11,50            | 7,18             | 3,41             |                  |
| Норма опадів, мм                              | 60               | 52               | 65               | 60               | 40               | 23               | 11               | 27               | 60               | 90               | 71               | 95               |                  |
| Середньомісячна швидкість вітру, м/с          | 2.20             | 2.38             | 2.40             | 2.38             | 2.20             | 2.28             | 2.53             | 2.29             | 1.96             | 2.03             | 1.99             | 1.93             |                  |
| Середньомісячна сонячна радіація, кДж/м²·день | 6948             | 9224             | 11342            | 15837            | 19828            | 22504            | 23518            | 19829            | 16246            | 11177            | 8588             | 6611             |                  |
| --------------------------------------------- | ---------------- | ---------------- | ---------------- | ---------------- | ---------------- | ---------------- | ---------------- | ---------------- | ---------------- | ---------------- | ---------------- | ---------------- | ---------------- |
| Джерело:                                      |                  |                  |                  |                  |                  |                  |                  |                  |                  |                  |                  |                  |                  |